# Pennsylvania Convention Center
Le Pennsylvania Convention Center (Centre des congrès de Pennsylvanie), situé à Philadelphie est un établissement public qui a pour vocation d'accueillir des congrès, des expositions, des conférences et d'autres événements. Il comporte quatre salles principales, des salles de réunion et des auditoriums de plus petite taille, et le Grand Hall qui est situé à l'emplacement de l'ancienne remise de locomotives du Reading Terminal (en).